# Стрингер (судостроение)
Стри́нгер — продольный элемент набора корпуса судна.
Стри́нгеры (традиционно произносят стрингера́) бывают днищевыми или бортовыми. При продольной системе набора являются балками главного направления, при поперечной — перекрёстными связями. Стрингеры, в зависимости от системы набора, воспринимают нагрузку от общего продольного изгиба (при продольной системе набора), распределяют нагрузку между соседними шпангоутами или являются для шпангоутов промежуточными опорами (при поперечной системе набора).
Бортовые стрингеры — продольные балки набора бортового перекрытия. При продольной системе набора «бортовым стрингером» называют рамную (усиленную) продольную балку набора, как правило таврового профиля. Остальные продольные балки именуют «рёбрами жёсткости» и нумеруют от днища к палубе. При поперечной системе набора бортовые стрингеры делят на несущие и разносящие (интеркостельные).
Несущие стрингеры применяют при так называемой рамной системе набора ледовых усилений, для уменьшения пролёта шпангоутов в перекрытии их опирают на несущий стрингер, проходящий между рамными шпангоутами. Благодаря этому можно заметно уменьшить размер профиля бортовых шпангоутов, уменьшить вес конструкции и увеличить полезный объём трюмов.
Разносящие стрингеры устанавливают между шпангоутами и распределяют нагрузку между ними, обеспечивая плоскую форму изгиба перекрытия.
Днищевые стрингеры — продольные балки набора днищевого перекрытия. Аналогично бортовыми, «днищевыми стрингерами» называют балки, установленные по всей высоте второго дна, продольные балки днищевой обшивки и настила второго дна называют «рёбрами жёсткости» и нумеруют от киля к бортам.